# Мали Цезар
Мали Цезар (енгл. Little Caesar) америчка је црно-бела криминалистичка филмска драма из 1931. у режији Мервина Лероја са Едвардом Џ. Робинсоном, Дагласом Фербенксом млађим,  и Глендом Фарел у главним улогама.

## Радња
„Врати свој мач на његово место, јер ће сви који узму мач са мачем погинути.“ Јеванђеље по Матеју, 26:52
Ситни криминалци Цезар Енрико „Рико“ Бандело (Едвард Г. Робинсон) и његов пријатељ Џо Масара (Даглас Фербанкс млађи) селе се у Чикаго у потрази за богатством након што су у новинама у кафићу поред пута прочитали да је криминално подземље одавало поштовање Дајмонду Пит Монтани, који је озлоглашени криминалац, за разлику од њих. Придружују се банди Сема Веторија (Стенли Филдс), коју поред њега чини још седам - возач Антонио „Тони” Паса (Вилијам Колијер), Отеро (Џорџ Е. Стоун) („Мали, али смео”), Бет Кариљо, Кер Папет, Кид Би и Скаби. Бандело добија надимак „Мали Цезар“ и постаје газдин телохранитељ.
Џо, кога више занимају слава и жене, жели да буде плесач; Олга Стасоф (Гленда Фарел) постаје његова партнерка у ноћном клубу Бронз Пикок. Не свиђа јој се што њен партнер са собом носи мали пиштољ, он се постепено удаљава од послова банде. У коцкарницу малог Арнија Лорча, власника позива Ветори, а убрзо стиже Пит Монтана са поруком од Биг Боја. Арни избацује Малог Цезара, који се, увређен, умало зграби за оружје, али га Ветори зауставља. Монтана каже да буде опрезан са МекКлуром, новим шефом криминалистичке полиције, Биг Бои му наређује да се притаји неколико месеци. Монтана поручује Цезару да се помири са пиштољем, који у овом тренутку обраћа пажњу на гангстеров накит, а Арни му саветује да носи дуду у џепу.
Јо касни на састанак банде. Цезар произвољно саставља план за пљачку Бронзаног пауна, што се Веторију не свиђа. Бандело приморава пријатеља да учествује у пљачки на свом радном месту. Бандити разматрају шефов план, Отеро каже плашљивом Тонију Пасу да је Цезар кул момак.
Алвин МекКлур посећује клуб на Нову годину. Тачно у поноћ почиње пљачка. Упркос наређењима мафијашког боса Биг Боја да избегне крвопролиће, Цезар убија шефа полиције и позива Тонија да брже упали ауто. Џо обавештава Олгу о убиству, она га замоли да раскине са бандом, али он разуме да нема повратка. Сазнавши да је Цезар убио Меклура, Ветори нема храбрости да поново изброји храброг Бандела, који прети да ће отићи ако га укори. Тони губи живце, напушта ауто и бежи. Наредник Флаерти (Томас Џексон) долази у јазбину банде са два полицајца; Бандело успева да се сакрије са врећом новца у склоништу прерушеном у зид. Службеници за спровођење закона који су открили ауто и добили Тонијев опис одлазе без ичега. Цезар одлучује да се обрачуна са Пасом и лично дели приход; нико не подржава Веторија и он предаје узде свом недавном телохранитељу.
Госпођа Паса брине за свог сина који пије, он се сећа како је певао псалме у цркви код оца Мекнила, плачући, грле се, након чега син шаље мајку у кревет. следећег дана Отеро зове Тонија да дође по његов део, али он одбија и одлази код Мекмила, иако сазнаје да Рико жели да га убије. Отеро то пријављује Цезару, који убија свог саучесника на степеницама цркве. Рико узима удео у убиству. Група присуствује раскошној сахрани шефа полиције, учествујући у погребној поворци. Флаерти држи на оку Цезара.
Група на величанствен начин слави рођендан новог шефа, Скаби даје Рику луксузни сат на ланцу, а он се слика за новине први пут после 15 година. Примећују му да Џоа одавно нема. Флаерти присуствује банкету и пријављује да је неко украо дијамантски сат тако што је разбио витрину. Цезар врти дар пред ћутљивим гостима.
Арни Лорч, у разговору са Великим дечком (Сидни Блекмер), одлучује да елиминише конкурента који брзо расте пре него што он преузме његов посао; Џо чује разговор и преноси га Отеру преко телефона. Извршен је атентат на Цезара, Томпсон је погођен из ока краве приказане на логотипу комбија са млеком, и он је рањен у раме. Мафијаша брзо окружује руља, а Флаерти прети да ће гангстера једног дана ухапсити. Отеро се оправдава свом шефу, који одлучује да убије Арнија.
Банда улази у Лорчову кућу, Цезар га тера да напусти град, а он одлази у Детроит. Новине пишу: „Господин Арни Лорч, власник коцкарнице на северној страни, управо је отпутовао у Детроит, где намерава да проведе лето. Са њим су била два пријатеља који су били у посети граду у кратку посету.“ Цезар се показује пред огледалом у фраку, стоји на столу, и слуша похвале Отера. На крају, Биг Бои позива Цезара, обавештава га да је Пете Монтана готов и даје му северни део Чикага. Сан малог Цезара се остварује - заузима место у врху злочиначког синдиката.
Рико је наставио да брине о себи, својој коси и свом држању – са одличним резултатима.
Цезар, који се обогатио, хвали се Отеру, циљајући на место Великог дечака. Обавештен је да Флаерти копа испод Масара, покушавајући да открије како је он умешан у напад на клуб. Пријатељи се састају након раздвајања, Рико се брине да је његов пријатељ превише. зна за њега. Упозорава Џоа да заборави на Олгу и да му се придружи, или му прети насиљем, али он одбија да попусти. Рико зове Биг Боја, рекавши да има на уму свог пријатеља, који у то време одлази.
Олга, сазнавши за све, схвативши да нема смисла трчати, закључава се и, игноришући Масарине опомене, зове наредника Флаертија, саопштавајући му да је Џо спреман да сарађује. Олга отвара врата, али на прагу се појављују Цезар и Отеро. Он напредује ка пару са сузама у очима, али се не усуђује да убије пријатеља и не дозвољава Отеру да га удари; удари Џоа у раме. Обојица беже низ пожарне степенице. Он не обавештава о Цезару; Олга мора све да каже. Флаерти упозорава полицију. Током потјере, Отеро је смртно рањен, а Цезар бежи.
Ветори је обавештен да је банда предата, али он одбија да побегне. Сви завршавају ухапшени. Рико плаћа старом власнику бакалнице 10.000 долара да би се склонио у зид који се увлачи.
Како су месеци пролазили, Рикова каријера је била као лансирана ракета која на крају пада.
Очајан и усамљен, Цезар изненада губи све и враћа се тамо одакле је почео, живећи у клозету за 15 центи по ноћи. Читајући новине од стране несвесног комшије, сазнаје да је Ветори, који је био сведок, убијен. Преостали чланови банде осуђени су на смрт. Рико је бесан када чује да га Флахерти назива кукавицом. Позива полицију и у стању страсти прети Флаертију да ће кренути за њим, наредник одуговлачи разговор како би пратио позив - река 6547, недалеко од тржног центра. Наредников трик са новинским чланком ради. Мали Цезар је откривен крај билборда Великог театра са дуетом Џо и Олга, крије се иза њега и не жели да одустане. Наредник пуца рупу кроз Томпсонову маску, смртно ранивши гангстера. Флаерти се уздиже над својим пораженим непријатељем. Умирући, он каже: „Рекао сам ти, пријатељу, да не мораш да одустанеш од мене. Мајко милосна, да ли је ово крај Рика?“